# 瑟雷
瑟雷（法語：Serez，法語發音：[səʁe]）是法国厄尔省的一个市镇，属于埃夫勒区。该市镇总面积6.33平方公里，2009年时的人口为145人。

## 人口
瑟雷人口变化图示